# Journeys from Gospel Oak
Journeys from Gospel Oak is een studioalbum van Iain Matthews, dan nog Ian Matthews geheten. 
Na een desastreuze start van Matthews bij het platenlabel Vertigo Records, kwam toch het album If you saw thro' my eyes uit. Ook Tigers will survive was redelijk succesvol, maar inmiddels had Matthews Plainsong opgericht. Hij had echter nog een contract voor één album. Vertigo wilde er nog maar weinig geld in steken en Matthews nam dit album in vijf dagen tijd op. Toen het album opgeleverd werd had het platenlabel alle interesse in Matthews verloren en verkocht de rechten door naar Mooncrest Records, een platenlabel gestart door muziekproducent Sandy Roberton. Mooncrest was daarbij gelieerd aan Charisma Records, dat toen samen met Vertigo onder een hoed van Phonogram zat. Het album verscheen daarom later dan gepland was.
De titel van het album verwijst naar het dagelijks op en neer rijden tussen Gospel Oak en de Sound Techniques Studio in Londen, een vergelijking met Gerry Rafferty's City to City dringt zich op. Het album bleef door de strubbelingen een beetje in het luchtledig hangen.
Het album werd dan ook als een van de laatste van Matthews uitgegeven op compact disc. In 2006 verscheen een versie op Castle Records een retroplatenlabel.   

## Musici
Tracks 1-12
- Iain Matthews – zang, akoestische gitaar
- Andy Roberts – akoestische gitaar
- Jerry Donahue – elektrisch gitaar
- Pat Donaldson – basgitaar
- Timi Donald – slagwerk

Tracks 13-16 zijn heropnamen op 14 en 15 juni 2006 met
- Iain Matthews – zang, gitaar
- Bart-Jan Baartmans – mandoline, gitaar

## Muziek
| Nr. | Titel                                             | Duur |
| --- | ------------------------------------------------- | ---- |
| 1.  | Knowing the game (Matthews)                       | 2:33 |
| 2.  | Polly (Gene Clark)                                | 4:01 |
| 3.  | Things you gave me (Glen D. Hardin)               | 2:30 |
| 4.  | Mobile blue (Mickey Newbury)                      | 3:26 |
| 5.  | Tribute to Hank Williams (Tim Hardin)             | 2:49 |
| 6.  | Met her on a plane (Jimmy Webb)                   | 3:32 |
| 7.  | Bridge 1945 (Paul Siebel)                         | 3:06 |
| 8.  | Franklin Avenue (Matthews)                        | 2:47 |
| 9.  | Do right woman (Dan Penn, Chips Moman)            | 3:33 |
| 10. | Sing me back home (Merle Haggard)                 | 3:36 |
| 11. | Met her on a plane (singleversie)                 | 3:19 |
| 12. | Devil in disguise (Graham Parsons, Chris Hillman) | 2:24 |
| 13. | Knowing the game                                  | 3:47 |
| 14. | Polly                                             | 3:54 |
| 15. | Franklin Avenue                                   | 3:03 |
| 16. | Tribute to Hank Williams                          | 2:19 |
| 17. | Devil in disguise                                 | 3:27 |